# Kunbaracs
Kunbaracs is een plaats (község) en gemeente in het Hongaarse comitaat Bács-Kiskun. Kunbaracs telt 670 inwoners (2002).